# José López Rega
Pour les articles homonymes, voir José López, López et Rega.
José López Rega (Buenos Aires, 17 octobre 1916 - 9 juin 1989) était le ministre argentin des Affaires sociales sous le gouvernement péroniste de 1973 à 1975. Beau-père de Raúl Alberto Lastiri, il était par ailleurs le dirigeant de la Triple A, l'escadron de la mort qui assassinait les membres de l'aile gauche péroniste.
López Rega devint ministre d'Hector Campora après son élection, en tant que candidat péroniste, en mars 1973. Après la démission de ce dernier, remplacé par le général Juan Perón élu en septembre 1973, il continua à exercer ses fonctions, y compris après la mort de Perón le 1er juillet 1974, remplacé par sa femme et vice-présidente Isabel Perón. Il dut démissionner à la mi-1975.

## Ascension
Surnommé « le Sorcier », à cause de ses penchants pour les sciences occultes et l'ésotérisme, il était un membre très actif du vaudou sud-américain Umbanda, mais aussi membre de la loge maçonnique Propaganda Due (P2), ce qui a été révélé après la découverte, en 1981, par la police italienne, d'une liste des membres de P2 dans une villa du grand-maître Licio Gelli. Plusieurs recherches de la justice argentine ont mis en relief un vaste réseau commercial d'armes et de pétrole entre l'Argentine et la Libye de Kadhafi, orchestré précisément par Licio Gelli. Par ailleurs, un des principaux collaborateurs de López Rega était François Chiappe, ancien membre de la French Connection dans le trafic international de drogue, ce qui suggère qu'à travers López Rega la Loge P2 aurait eu le contrôle du trafic de drogue de la région [réf. nécessaire].
À l'époque du premier gouvernement Perón (1946-1955), López Rega était membre de la police fédérale. Il aurait fait la rencontre d'Isabel Perón dans les années 1960, et aurait effectué différentes tâches au domicile des Perón à Madrid à partir de 1964. Ainsi, selon Juan Abal Medina, secrétaire général du Parti justicialiste en 1971-72, en 1972, López Rega servait le café et était le chauffeur de la famille.
À partir de 1968, il commença à se présenter comme le secrétaire particulier du général, qu'il avait su approcher en gagnant la confiance, quasi-aveugle, d'Isabel Perón. Ils étaient tous deux adeptes de l'ésotérisme Rose-Croix, bien avant de faire connaissance, et López Rega l'initia à l'Umbanda et gagna une plus forte emprise sur elle ; qu'il réussit ensuite à avoir sur les deux membres du couple. Muni, selon plusieurs témoignages, d'un charisme énigmatique et hypnotique, López Rega obtint un ascendant gigantesque sur les décisions de Juan Perón, âgé à l'époque de 70 ans et malade. En juin 1973, alors que le médecin du général voulait le mettre sous soins intensifs, López Rega s'y opposa ainsi brutalement, quoique sans succès, invoquant le prestige politique du général. López Rega était par ailleurs le beau-père de Raúl Alberto Lastiri, qui assuma la présidence par intérim entre juillet et septembre 1973.
Pour combattre l'opposition de gauche dans son pays, López Rega a développé ses propres méthodes. Déjà en 1973, il fondait l'Alliance Anticommuniste d'Argentine, la redoutée triple A, qui élimine sans relâche la gauche, les communistes et autres rivaux. Le meurtre s'accumule. Le plus célèbre raid de l'AAA est le massacre d'Ezeiza le 20 juin 1973. 13 militants péronistes de gauche ont été assassinés ce jour-là avec des mitrailleuses et des grenades.

## Gouvernement d'Isabel Perón et coup d'État
Après la mort du chef, en juillet 1974, l'influence de José López Rega grandit au sein du gouvernement dirigé par Isabel Perón mais la faiblesse politique d'Isabel mène le pays directement dans l'abîme économique. En mars 1976, les militaires prennent le pouvoir pour mettre fin au chaos dans lequel le pays s'est retrouvé. López Rega démissionne finalement de son poste de ministre le 11 juillet 1975 à cause d'accusations, publiées d'abord par une revue proche des Montoneros, selon lesquelles il contrôlait directement l'organisation criminelle appelée Triple A. Le 14 août 1975, un câble de l'ambassade américaine de Buenos Aires (portant la clearance de l'agent du FBI Robert Scherrer), concernant l'assassinat de militants chiliens exilés en Argentine, affirmait que López Rega ne pouvait pas ne pas être au courant de ces opérations menées dans le cadre de la coordination des services secrets du Cône Sud, la dite opération Condor.

## Ambassadeur et fuite
Nommé ambassadeur grâce à Isabel Perón, il s'enfuit pour l'Espagne franquiste et ensuite pour la Suisse où il est probable qu'il ait été soutenu financièrement par Licio Gelli en remerciement pour les services rendus dans les années 1970. En 1986, après dix ans de cavale et trois ans après le rétablissement de la légalité démocratique en Argentine, José López Rega fut arrêté aux États-Unis et extradé en Argentine, où il mourut en attendant son procès.